# 巴占群島

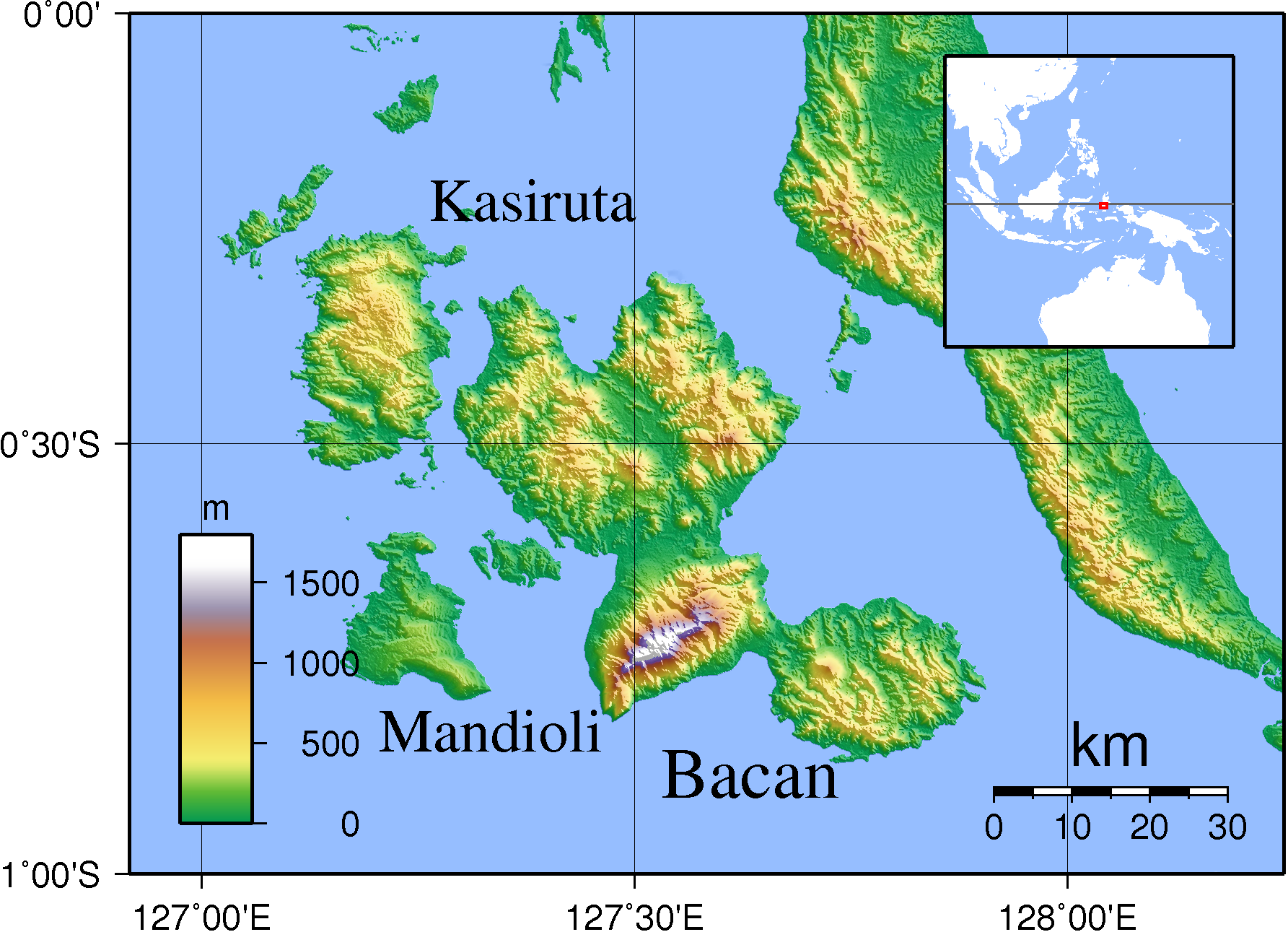

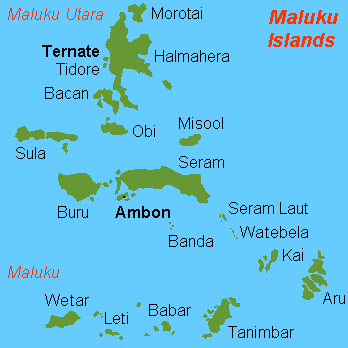

巴占群島是印度尼西亞的群島，屬於摩鹿加群島的一部分，由80座島嶼組成，行政方面由北馬魯古省南哈马黑拉县負責管轄，最高點海拔高度2,120米，居民人口約13,000，最大的島嶼面積1,800平方公里。
0°37′S 127°31′E / 0.617°S 127.517°E